# Tashkent Open 2010
Il Tashkent Open 2010 è stato un torneo di tennis giocato sul cemento. È stata la 12ª edizione del Tashkent Open, che fa parte della categoria International nell'ambito del WTA Tour 2010. Si è giocato al Tashkent Tennis Center di Tashkent in Uzbekistan, dal 20 settembre al 26 settembre 2010.

## Partecipanti

### Teste di serie
| Nazionalità | Giocatrice           | Ranking1 | Testa di serie |
| ----------- | -------------------- | -------- | -------------- |
| Romania     | Alexandra Dulgheru   | 27       | 1              |
| Uzbekistan  | Akgul Amanmuradova   | 60       | 2              |
| Russia      | Anna Čakvetadze      | 68       | 3              |
| Russia      | Elena Vesnina        | 72       | 4              |
| Romania     | Monica Niculescu     | 81       | 5              |
| Slovacchia  | Magdaléna Rybáriková | 85       | 6              |
| Russia      | Alla Kudrjavceva     | 103      | 7              |
| Italia      | Maria Elena Camerin  | 106      | 8              |

- 1 Ranking al 13 settembre 2010.

### Altre partecipanti
Giocatrici che hanno ricevuto una Wild card:
- Nigina Abduraimova
- Alina Abdurakhimova
- Sabina Sharipova

Giocatrici passate dalle qualificazioni:
- Zarina Dijas
- Juliana Fedak
- Eirini Georgatou
- Nadejda Guskova
- Ksenia Palkina (Lucky loser)

## Campionesse

### Singolare
Alla Kudrjavceva ha battuto in finale  Elena Vesnina con il punteggio di 6–4, 6–4.
- È il 1º titolo della carriera per Alla Kudrjavceva

### Doppio
Aleksandra Panova /  Tat'jana Puček hanno battuto in finale  Alexandra Dulgheru /  Magdaléna Rybáriková con il punteggio di 6–3, 6–4